# Pierre Cayla
Pierre Cayla, né le 15 juillet 1880 à Ancenis et mort le 13 mars 1930 dans le 16e arrondissement de Paris, est un officier de marine français qui fut un pionnier de l'aviation et plus particulièrement de l'aéronavale.

## Biographie

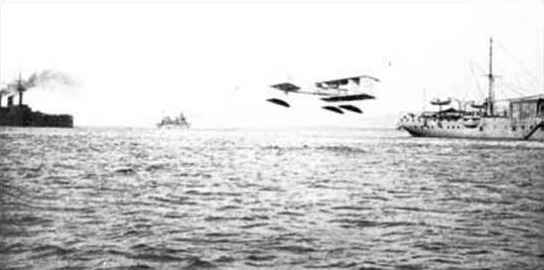
Essais du Canard Voisin aux mains du lieutenant de vaisseau Pierre Cayla avec La Foudre (juin 1912).

Lieutenant de vaisseau dans la Marine Nationale, il obtient le brevet de pilote-aviateur de l'Aéro-club de France no 458 le 23 mars 1911 puis le brevet militaire no 17 le 19 juillet de la même année.
Après avoir dirigé le Centre d'aviation de Buc, il participe aux premiers essais d'aviation embarquée à bord de La Foudre en juin 1912 aux commandes d'un hydravion Canard Voisin.
Pendant la Première Guerre mondiale, il commande la 1re escadrille de bombardement. Il mène la mission de bombardement qui frappe le complexe pétrolier de Pechelbronn le 30 juillet 1915.
Il dirige également l'école d'aviation militaire de Chartres (future base aérienne 122 Chartres-Champhol).
Après la Guerre, le commandant Cayla siège dans les organes d'expertise de l'aéronavale française. Il meurt au grade de capitaine de frégate.
Pierre Cayla était officier de la Légion d'honneur.

## Source
- Dossier de Légion d'honneur de Pierre Cayla.